# Mateus de Sá
Mateus Daniel Adão de Sá (* 21. November 1995 in Dracena, Sao Paulo) ist ein brasilianischer Leichtathlet, der sich auf den Dreisprung spezialisiert hat.

## Sportliche Laufbahn
Mateus de Sá trat erstmals 2012 in Wettkämpfen im Dreisprung, damals zudem auch noch im Weitsprung, auf nationaler Ebene an. In diesem Jahr gewann er mehrere Medaillen bei brasilianischen Jugend- und Juniorenmeisterschaften und qualifizierte sich im Dreisprung für die U18-Südamerikameisterschaften im argentinischen Mendoza, bei denen er mit einer Weite von 15,26 m gewann. Im darauffolgenden Jahr startete er dann in der nächsthöheren Altersklasse und konnte sich auch für die U20-Südamerikameisterschaften qualifizieren, die erneut in Argentinien, diesmal in Resistencia, stattfanden. Dort gewann er mit gesprungenen 16,14 m die Silbermedaille. Einen Monat zuvor war er erstmals über die 16-Meter-Marke gesprungen.
2014 nahm er an den U20-Weltmeisterschaften in Eugene teil. Dort gewann er mit 16,47 m die Bronzemedaille. Zwei Jahre später startete er bei den U23-Südamerikameisterschaften in Lima. Wie schon in der Saison zuvor konnte er bereits übersprungene Weiten nicht bestätigen, konnte aber dennoch die Bronzemedaille gewinnen. Erst 2017 konnte er an vorherige Weiten anknüpfen. Anfang Juni stellte er mit 16,87 m seine Bestleistung auf. Noch im selben Monat konnte er bei den Südamerikameisterschaften in Asunción die Silbermedaille gewinnen. Mit seinen erbrachten Leistungen qualifizierte er sich für die Weltmeisterschaften in London. Dort sprang er in der Qualifikation allerdings nur 16,10 m und belegte damit final den 27. Platz. Ebenfalls im August trat er als Student der Santa Anna University in São Paulo bei der Universiade in Taipeh an, bei der er den achten Platz belegte.
2018 gewann er mit 16,78 m die Silbermedaille bei den Südamerikaspielen in Cochabamba in Bolivien. 2019 gewann er die Silbermedaille bei der Universiade in Neapel. Bei den erstmals ausgetragenen Hallensüdamerikameisterschaften 2020 im bolivianischen Cochabamba gewann de Sá mit Hallenbestleistung von 16,62 m die Silbermedaille. Im Dezember wurde Brasilianischer Vizemeister. 2021 trat er im Mai, zum zweiten Mal nach 2017, bei den Südamerikameisterschaften an und landete im Finale von Guayaquil auf dem fünften Platz. Später qualifizierte er sich zum ersten Mal für die Olympischen Sommerspiele. In der Qualifikation in Tokio sprang er mit 16,49 m die zweitgrößte Weite seiner Wettkampfsaison, verpasste damit dennoch den Einzug in das Finale. 2022 nahm er in den USA an seinen zweiten Weltmeisterschaften nach 2017 in London teil. Erneut schied er dabei nach der Qualifikation aus. 2023 belegte er bei den Südamerikameisterschaften in seiner Heimat den sechsten Platz.

## Wichtige Wettbewerbe
| Jahr                  | Veranstaltung                   | Ort                   | Platz                 | Disziplin             | Weite                 |
| Startet für Brasilien | Startet für Brasilien           | Startet für Brasilien | Startet für Brasilien | Startet für Brasilien | Startet für Brasilien |
| --------------------- | ------------------------------- | --------------------- | --------------------- | --------------------- | --------------------- |
| 2012                  | U18-Südamerikameisterschaften   | Mendoza               | 1.                    | Dreisprung            | 15,26 m               |
| 2013                  | U20-Südamerikameisterschaften   | Resistencia           | 2.                    | Dreisprung            | 16,14 m               |
| 2014                  | U20-Weltmeisterschaften         | Eugene                | 3.                    | Dreisprung            | 16,47 m               |
| 2016                  | U23-Südamerikameisterschaften   | Lima                  | 3.                    | Dreisprung            | 15,54 m               |
| 2017                  | Südamerikameisterschaften       | Asunción              | 2.                    | Dreisprung            | 16,70 m               |
| 2017                  | Weltmeisterschaften             | London                | 27.                   | Dreisprung            | 16,10 m               |
| 2017                  | Universiade                     | Taipeh                | 8.                    | Dreisprung            | 16,08 m               |
| 2018                  | Südamerikaspiele                | Cochabamba            | 2.                    | Dreisprung            | 16,76 m               |
| 2019                  | Universiade                     | Neapel                | 2.                    | Dreisprung            | 16,57 m               |
| 2020                  | Hallensüdamerikameisterschaften | Cochabamba            | 2.                    | Dreisprung            | 16,62 m               |
| 2021                  | Südamerikameisterschaften       | Guayaquil             | 5.                    | Dreisprung            | 16,03 m               |
| 2021                  | Olympische Sommerspiele         | Tokio                 | 20.                   | Dreisprung            | 16,49 m               |
| 2022                  | Weltmeisterschaften             | Eugene                | 24.                   | Dreisprung            | 16,04 m               |
| 2023                  | Südamerikameisterschaften       | São Paulo             | 6.                    | Dreisprung            | 15,94 m               |

## Persönliche Bestleistungen
Freiluft
- Dreisprung: 16,87 m, 3. Juni 2017, São Bernardo do Campo

Halle
- Dreisprung: 16,62 m, 2. Februar 2020, Cochabamba

## Sonstiges
Mateus de Sá wird in São Paulo von Nélio und Tânia Moura trainiert. Dort ist er auf Parkanlagen als Trainingsort angewiesen, da sein Verein über keine Leichtathletikanlage verfügt.